# Pastarček
Pastarček (Tephroseris) je rod rostlin z čeledi hvězdnicovité. Jsou to jednoleté až vytrvalé, vzpřímené byliny, rozšířené v počtu asi 50 druhů v mírném podnebném pásu severní polokoule. Rod Tephroseris byl na základě fylogenetických studií vyčleněn z rodu Senecio a po nějaký čas bylo pro oba rody používáno české jméno starček.

## Rozšíření
Rod pastarček je rozšířen hlavně v mírném podnebném pásu Eurasie a Severní Ameriky, obsahuje okolo 50 druhů.

## Popis
Jednoleté, dvouleté nebo vytrvalé vzpřímené byliny, vysoké 10 až 100 cm, vyrůstají z kořenů kůlovitých, tenkých, málo větvených nebo z vodorovných oddenků. Rostliny jsou porostlé různými chlupy nebo jsou lysé. Opadavé listy dlouhé 8 až 20 cm jsou bazální, většinou řapíkaté a lodyžní, které vyrůstají střídavě a jsou řapíkaté nebo přisedlé. Listy mají tvarově variabilní čepele, bývají vlnité, zubaté a dělené do mnoha tenkých úkrojků, jen zřídka jsou celistvé.
Četné drobnější květní úbory jsou uspořádány do terminálních jednoduchých nebo složených květenství, lat či hroznů, jen ojediněle vyrůstají osamoceně. Oboupohlavné kvítky rostoucí ve středu disku mají žlutou, oranžovou, načervenalou až fialovou pěticípou trubkovitou nebo trychtýřovitou korunu s pěti tyčinkami s podlouhlými žlutými prašníky, spodní semeník je složený ze dvou plodolistů a má jednu čnělku. Samičích jazykových kvítků, které někdy chybí, bývá 7 až 15, jejich podlouhlá až eliptická žlutá neb purpurově červená ligula je zakončena dvěma nebo třemi zoubky. Zvonkovité nebo válcovité zákrovy mívají čárkovité listeny v jedné nebo dvou řadách.
Plodem jsou válcovité, hnědé, jednoplodé nažky s vytrvalých kalichem, jsou žebrovaté a mohou být lysé nebo chlupaté. Jejich vytrvalý jedno nebo dvouřadý chmýr je bílý nebo narůžovělý, u jazykovitých kvítků bývá delší.

## Taxonomie
V České republice se vyskytuje těchto pět druhů rodu Tephroseris:
- pastarček celolistý (Tephroseris integrifolia), syn. starček celolistý
- pastarček dlouholistý (Tephroseris longifolia), syn. starček dlouholistý
- pastarček dutý (Tephroseris palustris), syn. starček dutý
- pastarček oranžový (Tephroseris aurantiaca), syn. starček oranžový
- pastarček potoční (Tephroseris crispa), syn. starček potoční